# Albert Speer Jr.
Albert Speer Jr. (Berlín, 29 de julio de 1934-Fráncfort del Meno, Hesse, 15 de septiembre de 2017) fue un arquitecto y urbanista alemán.

## Biografía
Era el primogénito de los seis hijos de Margarete Weber y Albert Speer (1905-1981), ministro de Armamento y Guerra del Tercer Reich durante la Segunda Guerra Mundial y arquitecto jefe de Adolf Hitler.
Su padre fue liberado de la Prisión de Spandau en octubre de 1966 tras veinte años de reclusión. Su abuelo Albert Friedrich Speer y su bisabuelo fueron también arquitectos. En su niñez temprana compartió con sus padres en el Berghof de Hitler quienes eran invitados frecuentes y pertenecientes al círculo íntimo del estadista nazi. 
Estudió arquitectura en la Universidad de Múnich y se especializó en urbanismo ecológico. Decidió estudiar arquitectura y se hizo de una posición predominante entre los arquitectos de Europa y Asia. Albert Speer Jr. ganó su primer premio internacional en 1964 y abrió el despacho de arquitectura AS&P (Albert Speer & Partners) en Fráncfort del Meno, el cual es actualmente uno de los más grandes del país, con más de cien empleados.
Se casó con la actriz germana Ingmar Zeisberg en un matrimonio que duró hasta su muerte cuarenta y cinco años más tarde, tuvieron un hijo Albert Speer III, que posteriormente seguiría los pasos de sus ascendientes estudiando Arquitectura; emigró de su país natal y de él no se tiene registro.
Speer Jr., luchó toda su vida por separarse de la sombra de su padre desde el punto de vista histórico y como colega profesional.
Fue miembro de la Academia alemana de Urbanismo y Planificación regional desde 1970. También fue profesor de urbanismo en Kaiserslautern.
Entre sus proyectos más reconocidos está el diseño de la Exposición Universal de 2000 en Hannover, la Ciudad Internacional del Automóvil de Shanghái y el nuevo complejo para los Juegos Olímpicos de Pekín 2008.
Recibió el Premio Goethe de Fráncfort en 2003.
Fue designado por Catar para construir el Estadio Icónico de Lusail, el Estadio Al Bayt, el Estadio Ras Abu Aboud y el Estadio Al Janoub para la Copa Mundial de Fútbol de 2022.